# Натрій ацетат

Натрій ацетат тригідрат

Ацетат натрію, оцтовокислий натрій, хімічна формула CH3COONa — сильний електроліт, натрієва сіль оцтової кислоти. Це безбарвна гігроскопічна сіль. Має широкий спектр застосувань. Спрощене позначення, за допомогою абревіатур: AcONa, де Ac – ацетильна група, або NaAc, де Ac є позначенням ацетат-аніона CH3COO-. Зазвичай зустрічається у вигляді тригідрату (CH3COONa·3H2O).
Гідролізується водою. Застосовується у виробництві мил, барвників, оцтового ангідриду, ацетилхлориду, вінілацетату, ацетатів міді, як протрава при фарбуванні тканин і дубленні шкір, сечогінне в медицині, електролітів у гальванотехніці.

## Отримання
У лабораторних умовах ацетат натрію отримують в процесі взаємодії оцтової кислоти зі сполуками натрію:
- карбонат натрію: {\displaystyle {\ce {2CH_3COOH + Na_2CO_3 -> 2CH_3COONa + H_2O + CO_2}}};

- гідрокарбонат натрію: {\displaystyle {\ce {CH_3COOH + NaHCO_3 -> CH_3COONa + H_2O + CO_2}}};

- гідроксид натрію:{\displaystyle {\ce {CH_3COOH + NaOH -> CH_3COONa + H_2O}}}.

Також може бути отриманий під час реакцій обміну з іншими солями: {\displaystyle {\ce {Pb(CH_3COO)_2 + Na_2CO_3 -> 2CH_3COONa + PbCO_3}}}.

## Хімічні властивості
Ацетат натрію може бути використаний для отримання естерів з алкілгалогенів, таких як брометан:
{\displaystyle {\ce {CH_3COONa + BrCH_2CH_3 ->[{kt}] CH_3COOCH_2CH_3 + NaBr}}}.
Солі цезію каталізують цю реакцію.

## Застосування ацетату натрію
- У харчовій промисловості ацетат натрію відомий як добавка Е262. Застосовується як консервант і регулятор кислотності. Цю речовину додають практично в усі консервовані фрукти, а також в хлібобулочні вироби для захисту їх від «картопляної хвороби» (мікробного переродження хліба в результаті шкідливого впливу картопляної палички);
- У текстильній промисловості в процесі фарбування тканин використовують як протраву, тобто сполуку, що сприяє закріпленню кольору;
- У хімічній промисловості розчин ацетату натрію використовується для збереження постійного рівня pН, що необхідно для здійснення багатьох хімічних реакцій;
- При кристалізації ацетату натрію виділяється тепло, що дає можливість використовувати його як основний інгредієнт у складі хімічних грілок та обігрівачів;
- Фармакологія застосовує ацетат натрію в складі деяких лікарських препаратів і як сечогінний засіб;
- У будівництві для поліпшення противоморозних властивостей бетону;
- В побуті, як складова хімічних грілок або хімічних обігрівачів.